# Esercito sceriffiano
L'esercito sceriffiano (o sceriffano) fu una formazione di ufficiali arabi che servì nelle forze armate dell'Impero ottomano e che fu il più autorevole fautore della rivolta araba nella prima guerra mondiale; giocò un ruolo politico di assoluta importanza nella politica irachena fino alla rivoluzione del 1958.

## Storia
Molti di questi ufficiali provenivano dalla società segreta al-'Ahd, che, con la consorella organizzazione clandestina denominata al-Fatah ("La giovane"), aveva subito l'influenza del movimento dei Giovani Turchi, favorevoli a un nazionalismo secolarizzato e a una modernizzazione di stampo occidentale.
Esso voleva l'indipendenza del mondo arabo e una profonda trasformazione sociale, che ritenevano dovesse essere guidata dall'esterno del mondo arabo. Molti di questi ufficiali erano arabi sunniti, appartenenti alla borghesia e alla piccola borghesia, mentre una piccola percentuale proveniva dalle classi più povere.
Un gran numero di "ufficiali sceriffani" combatté nella rivolta araba e più tardi raggiunse Faysal in Siria e in Iraq. Una certa aliquota fra costoro occupò ruoli politici e militari di rilievo in Iraq, inclusi Nuri al-Said, Ja'far al-Askari, Jamil al-Midfa'i, Ali Jawdat al-Ayyubi e Jamal Baban. Essi svolsero un ruolo fondamentale nel chiedere che Faysal diventasse Re dell'Iraq e ne formarono la base più leale e affidabile di potere. Appoggiarono la richiesta di Faysal che il Mandato britannico fosse sostituito da un Trattato di amicizia e alleanza: una posizione che li avvicinò molto agli oppositori nazionalisti e religioni dei britannici. Ricevettero consensi da parte della comunità sciita (maggioritaria in Iraq), che appoggiò il loro sforzo di dotare il Paese di un forte apparato militare, tanto da far paragonare l'Iraq alla Prussia o al Piemonte da parte di alcuni studiosi, anche occidentali, dell'epoca.
Quando Nuri al-Sa'id formò nel 1930 il suo primo governo, cinque dei sei posti di ministro furono affidati a ufficiali del cosiddetto "Esercito sceriffiano". L'influenza di questi ufficiali si rafforzò quando il ruolo del Palazzo nelle questioni politiche irachene declinò, come conseguenza della morte di Faysal nel 1933. Gli "ufficiali sceriffani" cominciarono a interferire sempre più direttamente nella politica, avviando una deriva autoritaria che avrebbe preso piede in quasi tutto il mondo arabo nel corso dell'intero XX secolo. Erano sceriffaniBakr Sidqi e ʿAbd al-Laṭīf Nūrī, due degli ufficiali che condussero a buon fine il primo colpo di Stato militare in Iraq (e di tutto il mondo arabo) nel 1936, e i quattro ufficiali del cosiddetto "quadrato d'oro", che guidò il colpo di Stato iracheno nel 1941.
Dopo che il Regno Unito stroncò nel sangue la resistenza irachena e del Primo Ministro Rashid Ali al-Kaylani nella guerra anglo-irachena del 1941, molti degli "ufficiali sceriffani" intrecciarono stretti rapporti con il Regno Unito. Numerosi fra loro acquisirono così vasti latifondi, come pure sostanziose partecipazioni negli assetti dirigenziali di importanti società e compagnie economiche e finanziarie che operavano in Iraq, ottenendo sempre maggior peso politico nel loro Paese fin quando la rivoluzione del 14 luglio del 1958 del generale ʿAbd al-Karīm Qāsim (Kassem) abbatté nel sangue la monarchia hascemita, mettendo fine anche al loro potere.